# Екеміні Нсіні Еффіонг
Екеміні Нсіні Еффіонг (англ. Ekemini Nsini Effiong; нар. 15 січня 2003, Нігерія) — нігерійський футболіст, правий півзахисник «Гірника-Спорту».

## Життєпис
Вихованець футбольної академії «Суперстарз» (Уйо). Восени 2022 року приєднався до ДЮШ «Львів», який виступав у чемпіонаті Львівської області. Навесні та влітку наступного року виступав за інший клуб з чемпіонату Львівської області, ФК «Миколаїв».
У середині липня 2023 року підписав свій перший професіональний контракт, з «Гірником-Спортом». У футболці клубу з Горішніх Плавнів дебютував 28 липня 2023 року в програному (0:5) виїзному поєдинку 1-го туру групи «Б» Першої ліги України проти київського «Лівого Берега». Екеміні вийшов на поле на 62-й хвилині замість Владислава Молька.